# Arnold Layne
1967. március 11-én, nem sokkal az EMI-hoz való leszerződése után jelent meg a Pink Floyd első kislemeze, az Arnold Layne. A dalt Syd Barrett, a zenekar alapítója és vezetője írta. Bár a brit gyakorlatnak megfelelően nem került fel első albumukra, sokan mégis az egyik legjobb pszichedelikus dalnak tartják.
A dal címszereplője egy transzvesztita, aki szabadidejében ruhaszárító kötelekről lopkodja a női ruhákat és alsóneműket. Roger Waters szerint „Arnold Layne” egy valós személyre utal, aki Cambridge-ben ugyanilyen dolgokat tett Barrett és Waters anyjának ruháival is.
Annak ellenére, hogy bekerült a Top 20-ba, a Radio Londont annyira feldühítette a dal transzvesztita témája, hogy még hivatalos betiltása előtt nyilvánosan bizarrnak és eltévelyedettnek minősítette.
Norman Smith producer azt akarta, hogy az EMI-jal való szerződéskötés után vegyék fel újra a dalt. Waters és Richard Wright megcsinálta volna, de Barrett teljesen elégedett volt az elkészült felvétellel.
A dalhoz egy fekete-fehér promóciós filmet is forgattak, melyben a Pink Floyd tagjai felöltöztetnek egy próbababát, majd körbeviszik a tengerparton. A közelmúltban előkerült egy másik film is, melyben a négy zenész egy erdőben, valamint egy templom előtt bolondozik. Ez az egyetlen ismert filmfelvétel, ahol Syd Barrett playbackre énekel.

## AzArnold Layne2006-ban
2006. április 17-én David Gilmour, az Oakland Paramount Theatre-ben adott koncertjén mindenki meglepetésére az Arnold Layne-t is eljátszotta. A Pink Floyd-nak egyébként is szokása volt Oaklandben régi dalokat elővenni: 1977-ben a Careful with That Axe, Eugene-t, 1994-ben pedig a One Slip című dalt játszották el. A dalt Wright énekelte (a zenekarból egyedül ő szerepelt az eredeti felvételen is) és egészen május 31-éig a koncertek műsorában maradt. Gilmour 2006. május 27-én Wright közreműködésével a Jools Holland Show-ban is előadta ezt a dalt.
2006. december 26-án a szám két koncertfelvétele Gilmour májusi, Royal Albet Hallbeli fellépéséről kislemezen is megjelent. Az egyiken David Bowie hallható vendégénekesként:

### A kislemez dalai
1. Arnold Layne (David Bowie-val) – 3:30
2. Arnold Layne (Richard Wright-tal) – 3:23
3. Dark Globe – 2:23

## Idézet
A dalt Syd írta. Az ő dala volt. A szövege miatt betiltották, ami elég furcsa ahhoz képest, amit mások ma megengednek maguknak. Szerintem ez az egyik legjobb példája Syd stílusának. A történet alapja lehet, hogy igaz volt, lehet hogy nem; egy emberről szólt, aki ellopta a száradni kitett alsóneműket. Én vokáloztam. A legtöbb akkori dallal ellentétben nem a szerelemről szólt.
Az utóbbi években sokszor terveztük, hogy eljátsszuk élőben. Ma már nem jelent olyan sokat nekem, bár nagyon kedves emlékeim fűződnek hozzá. Csupán a Pink Floyd egy másik korszakában keletkezett.

## Közreműködők
- Syd Barrett – ének, gitár
- Richard Wright – orgona, vokál
- Roger Waters – basszusgitár
- Nick Mason – dob, ütőhangszerek

### Produkció
- Joe Boyd – producer